# 침묵 세대
침묵 세대(영어: Silent Generation)는 가장 위대한 세대(영어: The Greatest Generation)와 베이비붐 세대(영어: Baby Boom Generation) 사이의 정의 되지 않은 세대이다.
1928년부터 1945년 사이에 태어난 사람들을 일컫는 세대이다.